# قشلاق قار قلي (مقاطعة بيله سوار)
قشلاق قار قلي (بالفارسية: قشلاق قارقلی) هي منطقة سكنية تقع في إيران في أردبيل.